# Christian Heinrich Alardus
Christian Heinrich Alardus (* 8. März 1789 in Hamburg; † 3. Juni 1866 ebenda) war ein Hamburger Kaufmann und Senator.

## Familie
Alardus war ein Urenkel von Nikolaus Alard. Sein Vater war der Hamburger Kaufmann und seit 1784 Hamburger Senator Christian Heinrich Alardus (* 24. September 1729 Steinbeck; † 24. März 1791 Hamburg), seine Mutter war Dorothea Alardus geborene Stresow (* 12. Mai 1746 in Hamburg; † 29. April 1817 ebenda). Alardus heiratete 19. August 1815 seine Cousine Marie Louise Stresow (* 29. September 1796 Hamburg; † 12. März 1850 ebenda). Die Schwester Johanne Cäcilie Stresow heiratete August Georg Kunhardt, sie wurden die Eltern von Ferdinand Kunhardt.

## Leben

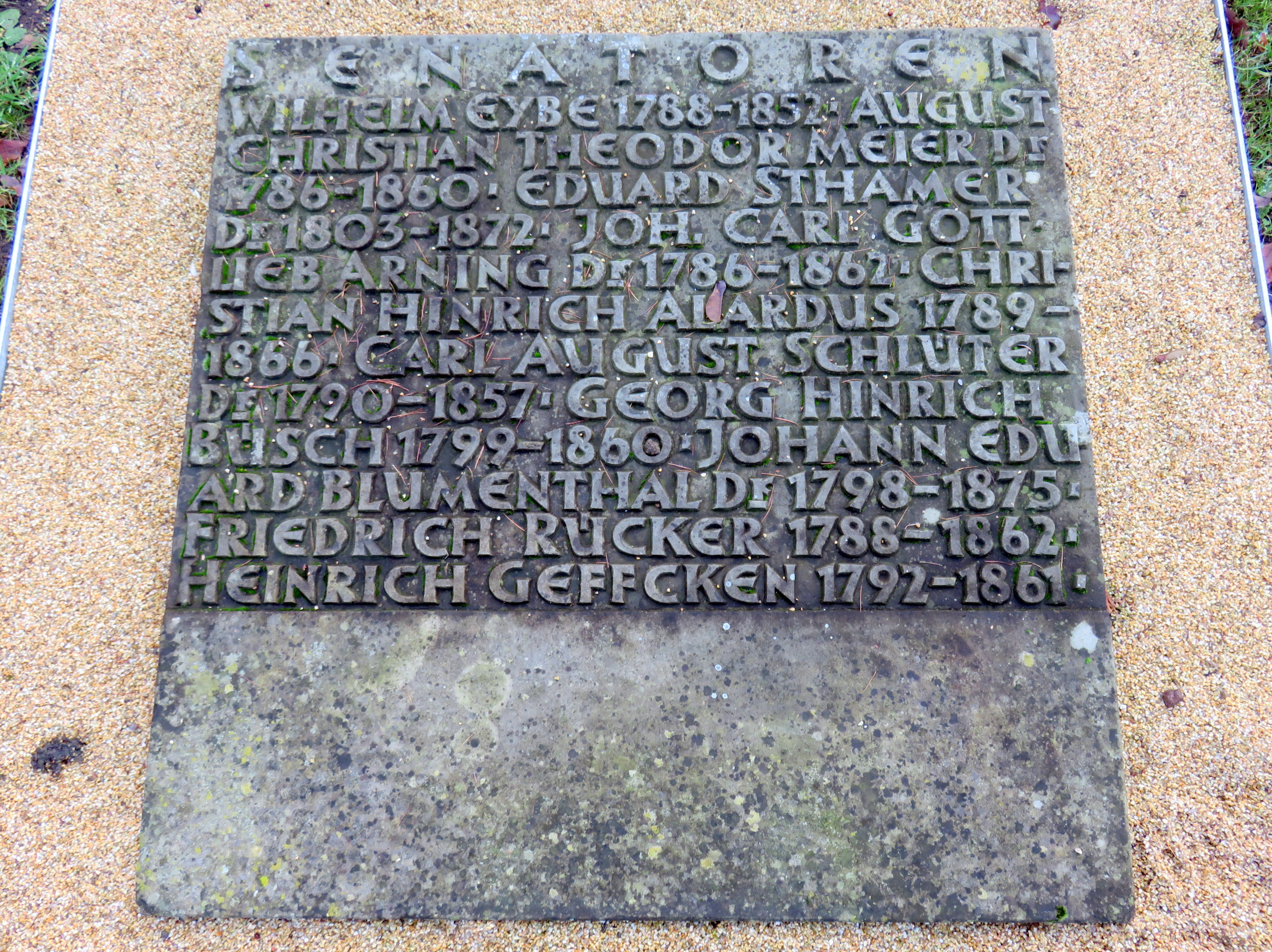
„Christian Hinrich Alardus“, Friedhof Ohlsdorf

Alardus war Kaufmann, erst in der Firma Alardus & Amsinck, später wurde diese in C.H. Alardus & Sohn umgewandelt. Er wurde am 24. April 1835 in den damals Rath genannten Hamburger Senat gewählt.
Auf dem Ohlsdorfer Friedhof wird auf der Sammelgrabmalplatte Senatoren (III) des Althamburgischen Gedächtnisfriedhofs unter anderen an Christian Heinrich Alardus erinnert.

## Sonstiges
Im Jahr 1900 wurde die Alardusstraße in Hamburg-Eimsbüttel nach ihm benannt.